# Kimmo Pyykkö
Kimmo Tapani Pyykkö, född 20 december 1940 i Lahtis, är en finländsk skulptör.
Kimmo Pyykkö utbildade sig till teckningslärare vid Konstindustriella läroverket 1963–1968, men började kring mitten av 1960-talet arbeta med skulptur och slog snabbt igenom med en rad skrotskulpturer. Därefter har han arbetat i gjutjärn, trä, brons och andra metallegeringar. Valet av material har under de olika perioderna påverkat hans formspråk, som huvudsakligen är av abstrakt natur men ofta med surrealistiska eller humoristiskt figurativa inslag.
Kimmo Pyykkö har utfört flera beställningsarbeten för offentliga lokaler samt en rad medaljer och porträtt, bland annat en porträttbyst av Mauno Koivisto 1982. Han verkade 1967–1976 som lärare vid Konstindustriella läroverket och 1971–1977 vid Finlands konstakademis skola. Han förlänades professors titel 1998 och erhöll Pro Finlandia-medaljen 2008.
Kimmo Pyykkö taidemuseo ligger i Kangasala vid Tammerfors.